# Online Direct Democracy
Online Direct Democracy (Abk. ODD) ehemals Senator Online (Internet Voting Bills/Issues) (Abk. SOL) ist eine registrierte australische Partei. Sie tritt für direkte Demokratie mittels moderner Medien ein. So sollen die für ODD gewählten Senatoren bei jeder Abstimmung gemäß einer Online-Umfrage abstimmen: Für diese können sich alle Wahlberechtigten teilnehmen, die nicht einer anderen Partei angehören. Beschlüsse werden nur bei einer Zustimmung von mindestens 70 % gültig.

## Wahlen
Die Partei tritt seit 2007 bei den australischen Parlamentswahlen an. 2007 trat sie in fünf der sechs Bundesstaaten mit Senatskandidaten an und erreichte australienweit 8.048 Stimmen (0,06 %). 2010 stellte sie Kandidaten in allen sechs Bundesstaaten und erhielt 17.441 Stimmen (0,14 %). Bei den Wahlen 2013 tritt sie in drei Bundesstaaten für den Senat und in einem Wahlkreis in Victoria für das Repräsentantenhaus an.
| Wahl | New South Wales | New South Wales | Victoria | Victoria | Queensland | Queensland | Western Australia | Western Australia | South Australia | South Australia | Tasmanien | Tasmanien | Summe  | Summe |
| ---- | --------------- | --------------- | -------- | -------- | ---------- | ---------- | ----------------- | ----------------- | --------------- | --------------- | --------- | --------- | ------ | ----- |
| 2007 | 2.257           | 0,05            | 3.106    | 0,09     | 1.251      | 0,05       | 824               | 0,07              | 610             | 0,06            | –         | –         | 8.048  | 0,06  |
| 2010 | 2.974           | 0,07            | 2.394    | 0,07     | 8.909      | 0,36       | 504               | 0,04              | 1.173           | 0,12            | 1.488     | 0,45      | 17.441 | 0,14  |
| 2013 |                 |                 | –        | –        |            |            | –                 | –                 | –               | –               |           |           |        |       |